# Torre dell'acqua

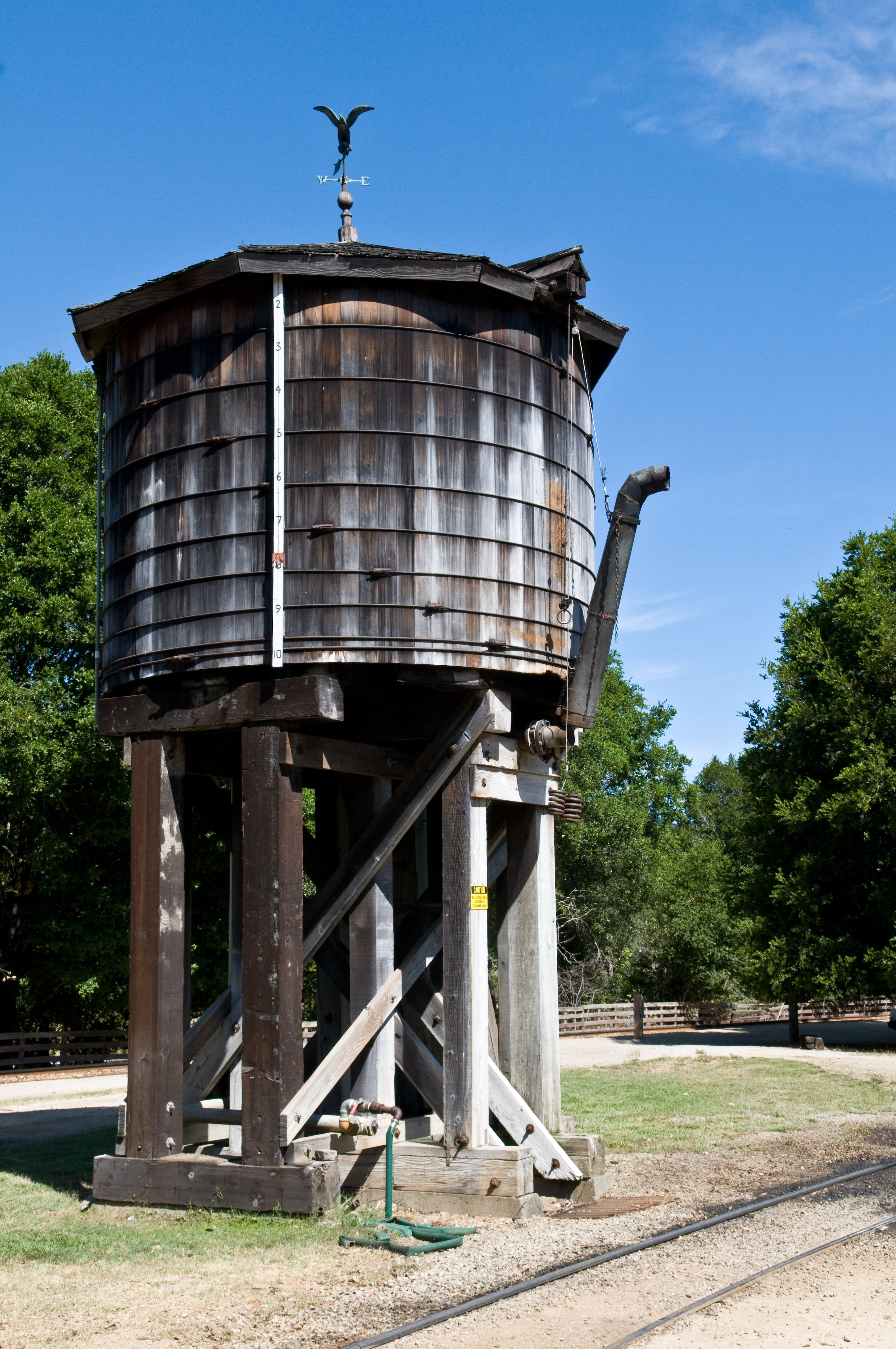
Esempio di torre dell'acqua di modello antico

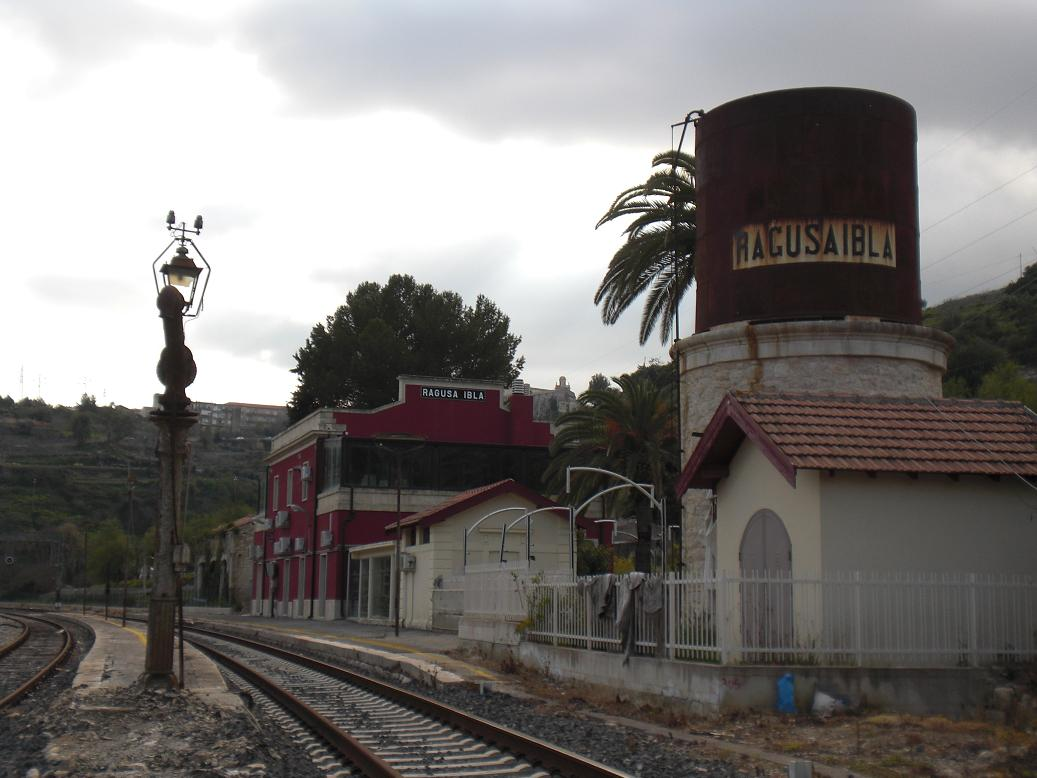
Torre dell'acqua con serbatoio in ferro della Società Sicula nella Ragusa Ibla con colonna idraulica in primo piano a sinistra

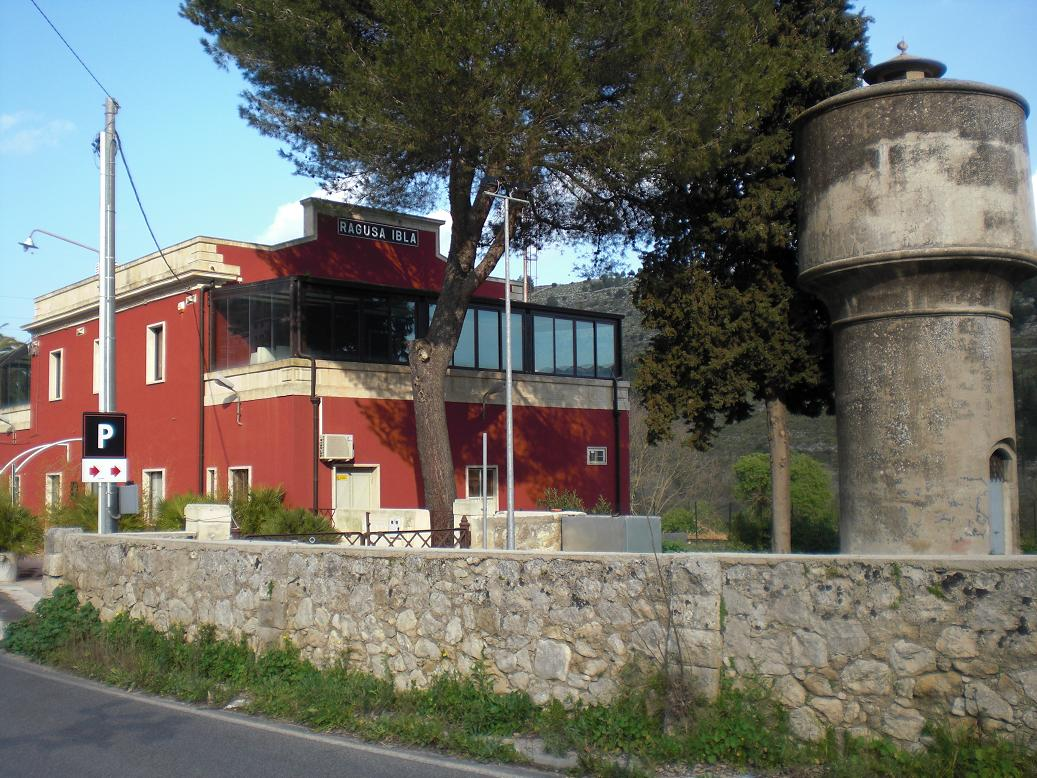
Torre dell'acqua di tipo unificato FS a Ragusa Ibla

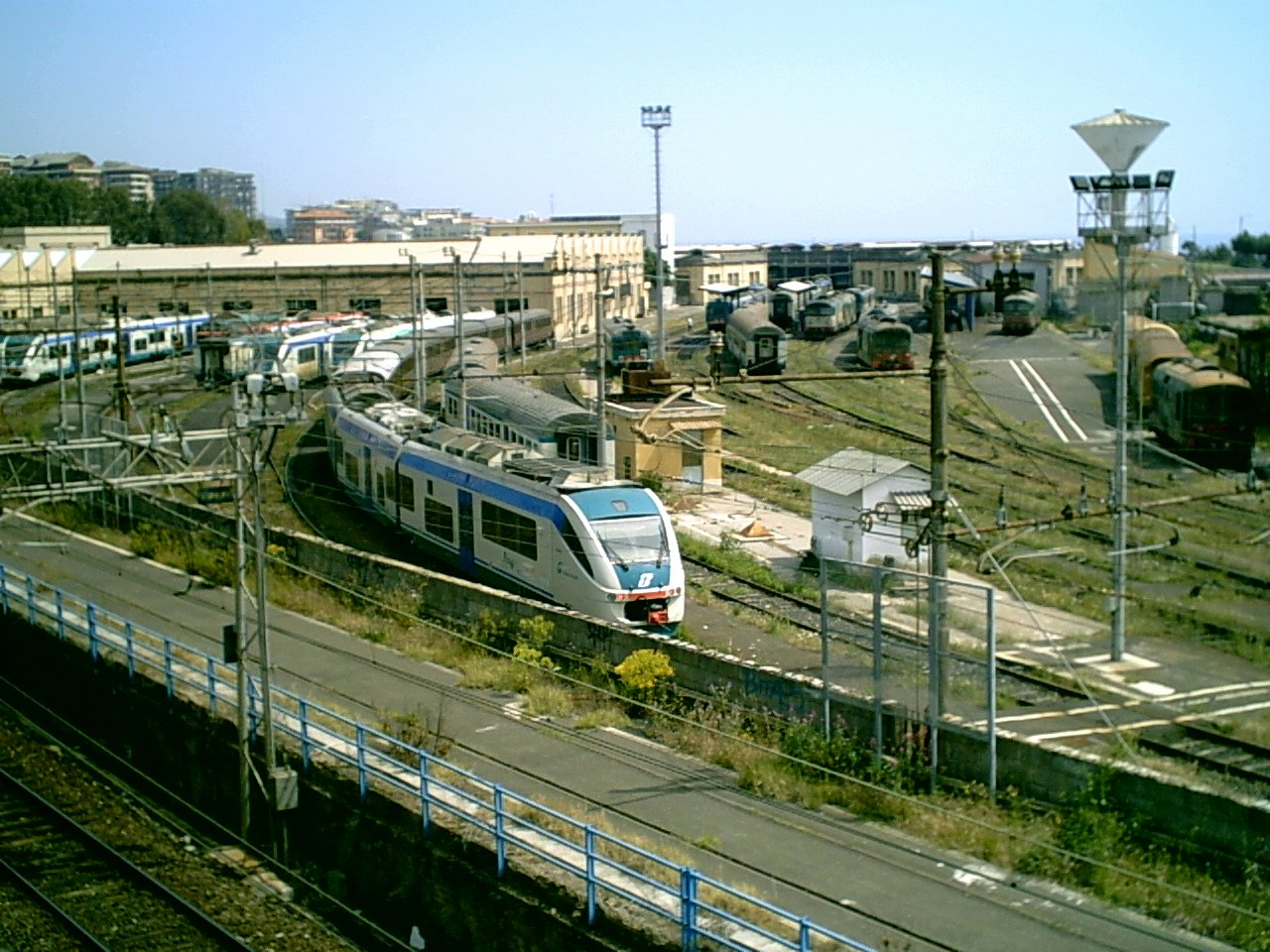
Moderna Torre dell'acqua a fungo nel Deposito Locomotive di Catania

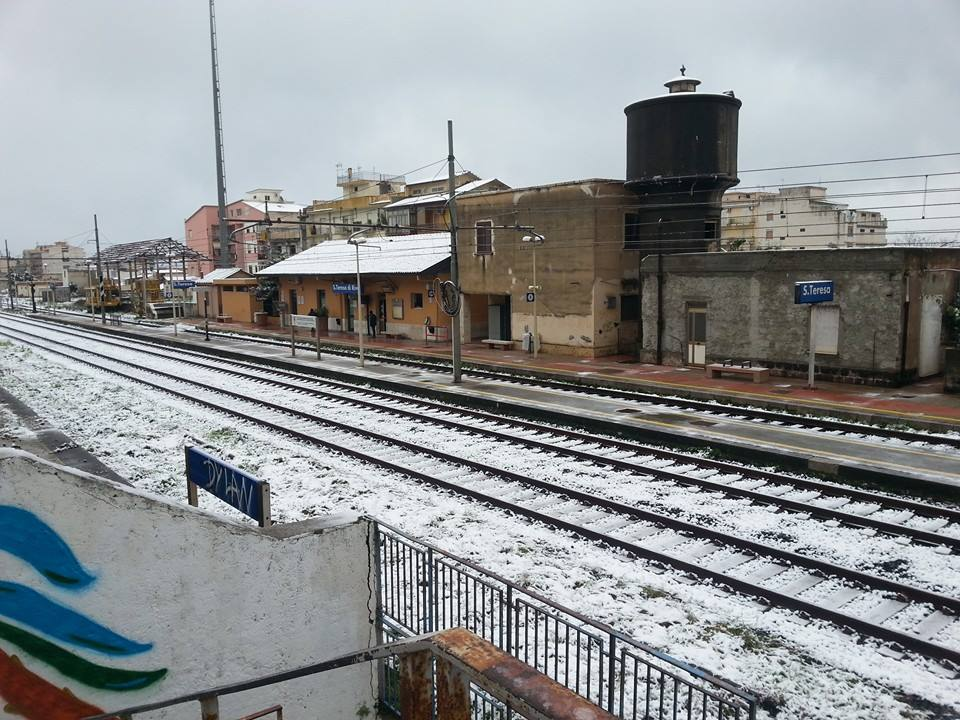
Panorama della stazione di Santa Teresa di Riva (del 1866) dotata di torre dell'acqua, in occasione di un'inconsueta nevicata

Nel gergo ferroviario una torre dell'acqua o torre piezometrica, si definisce il serbatoio di accumulo e riserva di acqua in dotazione ai principali impianti ed infrastrutture ferroviarie per le esigenze connesse al servizio.
La torre dell'acqua, così definita perché molto spesso costituita da una vera e propria costruzione elevata a forma di torre, è nata contestualmente alle stesse ferrovie in quanto accessorio indispensabile per il funzionamento delle locomotive a vapore oltre che importante per le ordinarie necessità delle stazioni e dei depositi e rimesse locomotive.
Le torri dell'acqua venivano costruite a corredo delle stazioni principali, di quelle poste all'inizio delle tratte ferroviarie in salita e lungo il percorso a distanze strategiche l'una dall'altra. Ne erano forniti tutti gli impianti ove era prevista la sosta o il rimessaggio delle locomotive.

## Struttura della torre
Nel corso degli anni e per opera delle varie compagnie ferroviarie sono state sviluppate diverse tecniche costruttive:
- La struttura più antica e più semplice è quella costituita da un grosso serbatoio, in genere metallico a lamiere chiodate, di forma cilindrica o prismatica, montato in alto su supporti in muratura o colonne portanti in ferro. A volte queste erano costituite da grossi tronchi d'albero disposti a traliccio. Alimentava direttamente un braccio mobile tubolare in grado di addurre l'acqua direttamente alla locomotiva; era di regola chiamato "rifornitore"[2].

- Dalla fine del XIX secolo le torri dell'acqua hanno assunto forma più robusta ed elegante soprattutto se annesse ad un impianto di stazione con forme a struttura esagonale o di fabbricato liberty.

- Le Ferrovie dello Stato italiane hanno, nei primi decenni del XX secolo, approntato alcuni modelli di tipo unificato a struttura cilindrica con serbatoio anch'esso cilindrico, ma di sezione maggiore, con copertura tronco-conica in alto.

- Le torri dell'acqua moderne hanno spesso una sezione a fungo e una struttura interamente in acciaio o in calcestruzzo precompresso.

## Accessori
Il compito principale di una torre dell'acqua è quello di costituire una consistente riserva per le esigenze del servizio; l'acqua viene addotta al serbatoio mediante una conduttura di notevole portata munita di valvola a saracinesca di intercettazione. L'acqua normalmente giunge per gravità ma in certi casi sono previste anche attrezzature di pompaggio generalmente poste all'interno dello stesso basamento. La conduttura di deflusso in genere è collegata ad una colonna idraulica a braccio mobile per il rifornimento diretto del tender delle locomotive a vapore oltre che a tutto il resto dell'impianto. Un indicatore di livello a galleggiante, con un indice posto all'esterno, permette di controllare la quantità di acqua presente nel serbatoio.